# Hate Me (canción)
«Hate Me» (en español, «Odiame») es una canción de la cantautora británica Ellie Goulding en colaboración con el rapero americano Juice Wrld. Se lanzó como sencillo el 26 de junio de 2019 a través de Polydor Records. Fue presentado por Zane Lowe como su 'Récord mundial' en Beats 1 el 26 de junio.

## Promoción
El 23 de junio, Goulding publicó un breve clip en Instagram con el audio de ella misma armonizando el conjunto al video de una cadena con las iniciales "EG" y "JW", y anunció la fecha de lanzamiento. Casi al mismo tiempo, se activó el enlace de preorden para «Hate Me». Goulding anunció oficialmente el título y la colaboración con Juice Wrld el 24 de junio.  

## Recepción crítica
Carl Lamarre de Billboard calificó la canción como un «himno anti-amor» que «encuentra a Goulding tomando un enfoque más oscuro, después de ver su relación en espiral». Mike Wass de Idolator sintió que la canción es un «banger con sabor a hip-hop». Jael Goldfine de Paper escribió que la canción es una «nueva colaboración malhumorada, masoquista, irónica» ya que Goulding «desafía a un ex a decir todas las cosas malas y feas que la gente con el corazón roto se dice».

## Rendimiento comercial
La canción debutó en el número 82 en el Billboard Hot 100 convirtiéndose en la decimocuarta entrada de Goulding en la lista, convirtiéndola en la artista femenina británica con la mayor cantidad de entradas en la lista superando a Adele. La semana siguiente, la canción pasó al número 74 y alcanzó el número 72 en su ejecución original. Después de un aumento en la popularidad en el sitio de redes sociales TikTok, volvió a ingresar al Hot 100 en el número 69 a fines de octubre, y desde entonces alcanzó el número 56. 

## Posicionamiento en listas
| Listas (2019-2020)                        | Mejor posición |
| ----------------------------------------- | -------------- |
| Alemania (Media Control Charts)           | 70             |
| Australia (ARIA)                          | 68             |
| Austria (Ö3 Austria Top 40)               | 51             |
| Bélgica (Ultratop) Flanders               | 32             |
| Bélgica (Ultratop) Wallonia               | 18             |
| Canadá (Canadian Hot 100)                 | 33             |
| Escocia (Official Charts Company)         | 30             |
| Eslovaquia (Singles Digitál Top 100)      | 39             |
| Estados Unidos (Billboard Hot 100)        | 56             |
| Estados Unidos (Adult Top 40)             | 23             |
| Estados Unidos (Dance/Mix Show Airplay)   | 35             |
| Estados Unidos (Mainstream Top 40)        | 19             |
| Estados Unidos (Rolling Stone Top 100)    | 42             |
| Finlandia (Suomen virallinen lista)       | 14             |
| Hungría (Single Top 40)                   | 18             |
| Hungría (Stream Top 40)                   | 25             |
| Irlanda (IRMA)                            | 33             |
| Letonia (Latvijas Top 40)                 | 20             |
| Lituania (AGATA)                          | 28             |
| Nueva Zelanda Hot Singles (RMNZ)          | 5              |
| Reino Unido (UK Singles Chart)            | 33             |
| República Checa (Rádio Top 100)           | 32             |
| República Checa (Singles Digitál Top 100) | 48             |
| Suecia (Sverigetopplistan)                | 76             |

## Certificaciones
| País (organismo certificador) | Certificación | Unidades certificadas |
| ----------------------------- | ------------- | --------------------- |
| Canadá (Music Canada)         | Platino       | 80 000                |
| Estados Unidos (RIAA)         | Platino       | 1 000 000             |
| Reino Unido (BPI)             | Plata         | 200 000               |

## Historial de lanzamiento
| País           | Fecha                    | Formato                     | Versión         | Discográfica | Ref    |
| -------------- | ------------------------ | --------------------------- | --------------- | ------------ | ------ |
| Varios         | 26 de junio de 2019      | Descarga digital, Streaming | Original        | Polydor      | [ 1 ]  |
| Italia         | 5 de julio de 2019       | Contemporary hit radio      | Original        | Universal    | [ 32 ] |
| Estados Unidos | 9 de julio de 2019       | Contemporary hit radio      | Original        | Interscope   | [ 33 ] |
| Varios         | 16 de agosto de 2019     | Descarga digital, Streaming | R3HAB Remix     | Polydor      | [ 34 ] |
| Varios         | 25 de septiembre de 2019 | Descarga digital, Streaming | Snakehips Remix | Polydor      | [ 35 ] |